# Falsomesosella gracilior
Falsomesosella gracilior är en skalbaggsart som först beskrevs av Bates 1884.  Falsomesosella gracilior ingår i släktet Falsomesosella och familjen långhorningar. Inga underarter finns listade i Catalogue of Life.